# Ninas resa
Ninas resa è un film del 2005 diretto da Lena Einhorn.
Il film, tratto da una storia vera, ha come voce narrante la reale Nina Rajmic.

## Trama
Nina è una bambina ebrea nel ghetto di Varsavia, di cui vengono seguiti sei anni della vita quotidiana. L'adolescenza, vissuta come una ragazza normale, anche se gradualmente molte delle persone a lei care scompaiono. 

## Riconoscimenti
- Guldbagge - 2006
  - Miglior film
  - Migliore sceneggiatura a Lena Einhorn